# Bosznia-hercegovinai függetlenségi népszavazás
A bosznia-hercegovinai függetlenségi népszavazást az 1990-es első szabad választásokat és az etnikai feszültségek erősödését követően 1992. február 29. és március 1. között rendezték meg Bosznia-Hercegovinában. A függetlenséget erősen támogatták a bosnyák és boszniai horvát szavazók, míg a boszniai szerbek bojkottálták a népszavazást, de sokakat a boszniai szerb hatóságok is akadályoztak a részvételben.
A népszavazáson a szavazásra jogosultak 63,4%-a vett részt, és 99,7%-uk szavazott a függetlenségre. Március 3-án Alija Izetbegović, Bosznia-Hercegovina elnökségének elnöke kikiáltotta a Bosznia-Hercegovinai Köztársaság függetlenségét, a parlament pedig ratifikálta azt. Április 6-án az Egyesült Államok és az Európai Gazdasági Közösség elismerte Bosznia-Hercegovinát független államként, május 22-én pedig az új független államot felvették az Egyesült Nemzetek Szervezetébe.

## Előzmények
1990 novemberében Bosznia-Hercegovinában megtartották az első szabad választásokat, amelyek során három nacionalista párt került hatalomra. Az Alija Izetbegović által vezetett Demokratikus Akció Pártja (SDA), a Radovan Karadžić által vezetett Szerb Demokrata Párt (SDS), valamint a Horvát Demokratikus Közösség (HDZ), amelyet Stjepan Kljuić vezetett. Izetbegovićot megválasztották Bosznia-Hercegovina Elnökségének elnökévé, a Minisztertanács elnöke a HDZ-s Jure Pelivant, míg a Bosznia-Hercegovinai Parlament elnöke az SDS politikusa, Momčilo Krajišnik lett.
1990-ben a Jugoszláv Néphadsereg (JNA) szerb tisztjeiből és a JNA pszichológiai műveleti osztályának szakértőiből álló csoport kidolgozta a RAM tervet, melynek célja a Szerbián kívüli szerbek megszervezése, az SDS ellenőrzésének megszilárdítása, valamint fegyverek és lőszerek előkészítése volt. 1990-ben és 1991-ben a horvátországi szerbek, illetve a bosznia-hercegovinai szerbek Szerb Autonóm Területeket (SAO) hoztak létre azzal a céllal, hogy később egy Nagy-Szerbia létrehozása érdekében egyesítsék őket. A JNA már 1990 szeptemberében vagy októberében megkezdte a boszniai szerbek felfegyverzését és milíciákba szervezését. Ugyanebben az évben a JNA lefegyverezte a Bosznia-Hercegovinai Köztársaság Területvédelmi Erőit (TORBiH). 1991 márciusára a JNA a becslések szerint 51 900 lőfegyvert osztott szét szerb félkatonai szervezetek, és 23 298 lőfegyvert pedig az SDS tagjai között. 1991-ben és 1992 elején a szerb politikai ellenőrzés fokozása érdekében az SDS erőteljesen szerbesítette a rendőrséget. Noel Malcolm szerint „Karadžić és pártjának lépései – [szerb] autonóm régiók kikiáltása, a szerb lakosság felfegyverzése, kisebb helyi incidensek provokálása, a folyamatos nacionalista propaganda, a szövetségi hadsereg „védelmének” kérése – pontosan megegyezett azzal, amit a szerbek korábban Horvátországban tettek. Kevés megfigyelő kételkedhetett abban, hogy itt ugyanaz terv működik.”
1991. október 15-i ülésén a boszniai parlament, a RAM-tervről értesülve és attól megriadva, a parlament újbóli megnyitása, Krajišnik bezárása és a szerb képviselők távozása után parlamenti frakciója segítségével jóváhagyta a „szuverenitási memorandumot”. 1991. október 24-én az SDS megalakította a bosznia-hercegovinai szerb nép nemzetgyűlését, novemberben pedig népszavazást tartott a Jugoszlávián belül maradásról. Ezzel egyidejűleg kiadta az „Útmutató a bosznia-hercegovinai szerbek szerveinek szervezésére és tevékenységére rendkívüli körülmények között” című kiadványt, amely felszólította az SDS tisztviselőit, hogy hozzanak létre szerb önkormányzati testületeket és válságstábokat, biztosítsák a szerbek ellátását, és hozzanak létre kiterjedt kommunikációs hálózatokat. 1992 januárjában a szerb nemzetgyűlés deklarálta a Bosznia-Hercegovinai Szerb Népköztársaság kiválását a Bosznia-Hercegovinai Köztársaságból. A boszniai kormány alkotmányellenesnek és önjelöltnek nyilvánította a népszavazást, melyet nemzetközileg sem ismertek el.

## A népszavazás és az elismerés
1991. december végén bosnyák és horvát politikusok arra kérték az Európai Gazdasági Közösséget (EGK), hogy Bosznia-Hercegovinát, Szlovéniával, Horvátországgal és Macedóniával együtt szuverén nemzetként ismerje el. Az EGK által felállított Választottbírósági Bizottság arra hivatkozva, hogy nem volt népszavazás, kezdetben megtagadta Bosznia-Hercegovina elismerését, miközben (többek között) megállapította, hogy Jugoszlávia felbomlása folyamatban van, és megállapodás nélkül köztársaságai belső határait nem lehet megváltoztatni. 1992 januárjában az EGK úgy döntött hogy „nem tekinthető teljesen megalapozottnak Bosznia-Hercegovina népeinek azon akarata, hogy a Bosznia-Hercegovinai Szocialista Köztársaságot (SRBH) szuverén és független államként hozzák létre”, és azt javasolta, hogy „az SRBH valamennyi polgára részvételével, megkülönböztetés nélkül tartsanak népszavazást”; ezt azonban nem lehetett normálisan megtartani, mert a szerb hatóságok megakadályozták népük részvételét. Abban a hónapban Slobodan Milošević titkos parancsot adott ki, hogy a JNA összes Bosznia-Hercegovinában született tisztjét helyezzék át a Bosznia-Hercegovinai Szerb Népköztársaságba, és sorozzák be őket egy új boszniai szerb hadseregbe.  Január 23-án az EGK Miniszterek Tanácsának elnöke João de Deus Pinheiro kijelentette, hogy ha a függetlenségről szóló népszavazás is jóváhagyja, az EGK elismeri Bosznia-Hercegovinát.
A bosznia-hercegovinai parlamentben január 25-én tartottak vitát a népszavazásról, amely azzal ért véget, hogy miután a bosnyák és horvát küldöttek elutasították azt a szerb indítványt, amely szerint azt a még meg sem alakult Nemzeti Esélyegyenlőségi Tanács határozza meg, a szerb képviselők kivonultak. Miután a szerb parlamenti elnök, Momčilo Krajišnik megpróbálta elnapolni az ülést, az SDA tagja leváltotta az elnöki székből, és a népszavazás megtartására vonatkozó javaslatot az SDS távollétében fogadták el. Mivel a népszavazás célja Bosznia-Hercegovinának a jugoszláv szövetségi államból kilépése, és szuverén állammá alakítása volt, megsértette a jugoszláv alkotmányt (mely szerint a Bosznia-Hercegovinai Szocialista Köztársaság parlamenti közgyűlése nem rendelkezett ilyen joghatósággal, és ezzel meghaladta a hatáskörét). A jugoszláv alkotmány szerint Jugoszlávia határainak megváltoztatása lehetetlen volt az összes köztársaság beleegyezése nélkül. A népszavazás a Bosznia-Hercegovinai Szocialista Köztársaság alkotmánya szempontjából is alkotmányellenes volt. Az alkotmány LXX. módosítása létrehozta a Bosznia-Hercegovina nemzetei és nemzetiségei közötti egyenlőség jogának gyakorlásával megbízott Nemzeti Esélyegyenlőségi Tanácsot. Mivel egy ilyen népszavazás közvetlenül érintette „a nemzetek és nemzetiségek egyenlőségének elvét” a Bosznia-Hercegovina státusáról szóló népszavazási javaslatot ennek a tanácsnak kellett volna megvizsgálnia.
A Bosznia-Hercegovinai Szocialista Köztársaság polgárai az 1992. február 29-én és március 1-jén tartott népszavazáson a függetlenség mellett szavaztak. A függetlenséget erősen támogatták a bosnyák (boszniai muszlim) és boszniai horvát szavazók, míg a boszniai szerbek nagyrészt bojkottálták azt vagy a boszniai szerb hatóságok akadályozták meg őket a részvételben. Az SDS szerint a függetlenség azt eredményezné, hogy a szerbek „nemzeti kisebbséggé válnak egy iszlám államban”. Ezért felfegyverzett irreguláris egységeivel megakadályozta az urnák kiszállítását, és bojkottra buzdító szórólapokat terjesztett, de ennek ellenére a nagyobb városok szerb lakosainak ezrei megszavazták a függetlenséget. A szavazás ideje alatt robbantások és lövöldözések voltak, melyek közül leginkább a szarajevói esküvői támadás vált közismertté. A szavazók részvételi aránya 63,4 százalék volt, akiknek 99,7 százaléka a függetlenségre szavazott. A népszavazás azonban nem érte el az alkotmányos, kétharmados többséget, mivel a szavazásra jogosultak mindössze 63,4 százaléka vett részt. Március 3-án Alija Izetbegović kikiáltotta a Bosznia-Hercegovinai Köztársaság függetlenségét és nyílatkozatát a boszniai parlament megerősítette.
Március 4-én az Amerikai Egyesült Államok külügyminisztere James Baker sürgette az EGK-t Bosznia-Hercegovina elismerésére, március 6-án pedig Izetbegović is nemzetközi elismerést kért . Március 10-én az Egyesült Államok és az EGK közös nyilatkozatban állapodott meg Szlovénia és Horvátország elismeréséről. Abban is megállapodtak, hogy Macedóniát és Bosznia-Hercegovinát is el kell ismerni, ha Bosznia-Hercegovina „késedelem nélkül elfogadja azokat az alkotmányos rendelkezéseket, amelyek biztosítják e köztársaság békés és harmonikus fejlődését annak meglévő határain belül”. Április 7-én az Egyesült Államok és az EGK független államként ismerte el Bosznia-Hercegovinát, és április elején a nemzetközi közösség többi tagja is elismerte az országot. Azon a napon a boszniai szerb vezetők kikiáltották is a függetlenséget, és államukat Szerb Köztársaságra keresztelték át. Május 12-én a Boszniai Szerb Nemzetgyűlés elfogadta „A szerb nemzet hat stratégiai célját”; Radovan Karadžić azt mondta: „Az első ilyen cél a két nemzeti közösség szétválasztása – az államok elválasztása, azoktól az ellenségeinktől való elválasztás, akik minden lehetőséget felhasználtak, különösen ebben a században, hogy megtámadjanak minket, és akik folytatnák ezt a gyakorlatot, ha ugyanabban az államban együtt maradnánk.” Május 22-én Bosznia-Hercegovinát felvették az Egyesült Nemzetek Szervezete tagjai közé.

## Következmények
Az elismerést követő egy hónapon belül megkezdődött Szarajevó ostroma, és az év végére a Boszniai Szerb Köztársaság hadserege (VRS) már Bosznia-Hercegovina 70%-át ellenőrizte. A VRS-t Jugoszlávia, a boszniai hadsereget (ARBiH) pedig az újonnan létrehozott Horvátország, valamint az el nem ismert protoállam a Herceg-Boszniai Horvát Köztársaság támogatta.
A háború három évig tartott, összesen több mint 100 000 áldozattal. Különösen széles körű médiavisszhangot váltott ki a bijeljinai mészárlás, a srebrenicai mészárlás és a markalei mészárlások, melyek felhívták a nemzetközi közösség figyelmét a konfliktusra.

## Fordítás
- Ez a szócikk részben vagy egészben  a(z)   1992 Bosnian independence referendum című angol Wikipédia-szócikk ezen változatának fordításán alapul.  Az eredeti cikk szerkesztőit annak laptörténete sorolja fel. Ez a jelzés csupán a megfogalmazás eredetét és a szerzői jogokat jelzi, nem szolgál a cikkben szereplő információk forrásmegjelöléseként.